# Норт-Дансвілл (Нью-Йорк)
Норт-Дансвілл (англ. North Dansville) — місто (англ. town) в США, в окрузі Лівінгстон штату Нью-Йорк. Населення — 5321 особа (2020).

## Демографія
Згідно з переписом 2010 року, у місті мешкало 5538 осіб у 2372 домогосподарствах у складі 1468 родин. Було 2573 помешкання
Расовий склад населення:
| - 96,0 % — білих - 0,9 % — чорних або афроамериканців - 0,8 % — азіатів - 0,3 % — корінних американців |

До двох чи більше рас належало 1,4 %. Частка іспаномовних становила 2,0 % від усіх жителів.
За віковим діапазоном населення розподілялося таким чином: 22,9 % — особи молодші 18 років, 60,6 % — особи у віці 18—64 років, 16,5 % — особи у віці 65 років та старші. Медіана віку мешканця становила 42,1 року. На 100 осіб жіночої статі у місті припадало 89,5 чоловіків;  на 100 жінок у віці від 18 років та старших — 85,7 чоловіків також старших 18 років.
Середній дохід на одне домашнє господарство  становив 58 417 доларів США (медіана — 36 810), а середній дохід на одну сім'ю — 80 132 долари (медіана — 60 048). Медіана доходів становила 52 813 долари для чоловіків та 40 387 доларів для жінок. За межею бідності перебувало 25,3 % осіб, у тому числі 44,1 % дітей у віці до 18 років та 8,1 % осіб у віці 65 років та старших.
Цивільне працевлаштоване населення становило 2236 осіб. Основні галузі зайнятості: освіта, охорона здоров'я та соціальна допомога — 28,8 %, виробництво — 12,4 %, мистецтво, розваги та відпочинок — 11,3 %, роздрібна торгівля — 10,4 %.